# Байшу-Парнаиба-Пиауиенси (микрорегион)

Байшу-Парнаиба-Пиауиенси на карте.

Байшу-Парнаиба-Пиауиенси (порт. Microrregião do Baixo Parnaíba Piauiense) — микрорегион в Бразилии, входит в штат Пиауи. Составная часть мезорегиона Север штата Пиауи. Население составляет 329 372 человека (на 2010 год). Площадь — 12 494,108 км². Плотность населения — 26,36 чел./км².

## Демография
Согласно сведениям, собранным в ходе переписи 2010 г. Национальным институтом географии и статистики (IBGE), население микрорегиона составляет:
| Полное население                             | Полное население                             | Полное население                             | Полное население                             | 329 372 |
| -------------------------------------------- | -------------------------------------------- | -------------------------------------------- | -------------------------------------------- | ------- |
| в том числе:                                 | Городское население                          | 162 792                                      | Процент городского населения, %              | 49,42   |
|                                              | Сельское население                           | 166 580                                      | Процент сельского населения, %               | 50,58   |
|                                              | Мужское население                            | 165 364                                      | Процент мужского населения, %                | 50,21   |
|                                              | Женское население                            | 164 008                                      | Процент женского населения, %                | 49,79   |
| Плотность населения, чел/км²                 | Плотность населения, чел/км²                 | Плотность населения, чел/км²                 | Плотность населения, чел/км²                 | 26,36   |
| Население микрорегиона в % к населению штата | Население микрорегиона в % к населению штата | Население микрорегиона в % к населению штата | Население микрорегиона в % к населению штата | 10,56   |

## Статистика
- Валовой внутренний продукт на 2003 год составляет 445 398 213,00 реалов (данные: Бразильский институт географии и статистики).
- Валовой внутренний продукт на душу населения на 2003 год составляет 1425,64 реалов (данные: Бразильский институт географии и статистики).
- Индекс развития человеческого потенциала на 2000 год составляет 0,571 (данные: Программа развития ООН).

## Состав микрорегиона
В составе микрорегиона включены следующие муниципалитеты:
1. Баррас
2. Баталья
3. Боа-Ора
4. Бразилейра
5. Кабесейрас-ду-Пиауи
6. Кампу-Ларгу-ду-Пиауи
7. Эсперантина
8. Жоакин-Пирис
9. Жока-Маркис
10. Лузиландия
11. Мадейру
12. Матиас-Олимпиу
13. Мигел-Алвис
14. Морру-ду-Шапеу-ду-Пиауи
15. Носа-Сеньора-дус-Ремедиус
16. Пирипири
17. Порту
18. Сан-Жуан-ду-Арраял